# Juan Román (judoka)
Juan Román (24 de enero de 1983) es un deportista puertorriqueño que compitió en judo. Ganó una medalla de oro en el Campeonato Panamericano de Judo de 2000 en la categoría de –55 kg.

## Palmarés internacional
| Campeonato Panamericano | Campeonato Panamericano  | Campeonato Panamericano | Campeonato Panamericano |
| Año                     | Lugar                    | Medalla                 | Categoría               |
| ----------------------- | ------------------------ | ----------------------- | ----------------------- |
| 2000                    | Orlando (Estados Unidos) | Medalla de oro          | –55 kg                  |